# Huub Pragt
Hubertus Johannes (Huub) Pragt (Eindhoven, 28 juli 1961) is een Nederlandse egyptoloog en voormalige atleet. Zijn beste prestatie als atleet is het winnen van het Nederlandse kampioenschap op de marathon. Verder won hij een bronzen medaille op het NK 25 km en was deelnemer aan verschillende andere NK's. Als egyptoloog was hij werkzaam in Egypte. Hij was werkzaam bij het Rijksmuseum van Oudheden te Leiden, schreef enkele boeken en geeft lezingen.

## Biografie

### Atletiek
Pragt begon op vijftienjarige leeftijd met atletiek door zich aan te melden bij de Hasseltse atletiekclub De Demer in het Belgische Tongeren. In 1980 kwam hij terecht bij atletiekvereniging Ilion in Zoetermeer. "Ik kreeg daar te maken met Lex van Eck van der Sluys en met hem ben ik drie jaar later overgestapt naar Den Haag." Het was toen 1983. Bij atletiekvereniging V&LTC ontwikkelde Pragt zich vervolgens tot een atleet, eerst op de baan en later ook op de weg, zonder ooit voor eremetaal in aanmerking te komen. "Helaas heb ik op de baan nooit medailles verdiend, hoewel ik daar altijd vurig naar op jacht ben geweest."
In 1989 kreeg zijn atletiekloopbaan echter een wending. "Als uitvloeisel van een stage voor mijn studie egyptologie ging ik in maart van dit jaar naar Egypte, om te werken aan de hiërogliefen aan de voet van de piramide van Gizeh." Vlak voor zijn terugkeer naar Nederland werd hij geattendeerd op de Egyptische Kampioenschappen in Alexandrië. Pragt liet zich inschrijven voor de titelstrijd op de 5000 m. Van de veertig deelnemers liep bijna iedereen op blote voeten. Bij de start ging iedereen er al duwend en trekkend vandoor. Halverwege de wedstrijd lag Pragt echter op kop. Aan de finish, die hij in een tijd van 14.35 bereikte, kreeg hij een staande ovatie en een heus diploma uitgereikt. De eerst aankomende Egyptenaar finishte in een tijd van 14.45,1.
Een half jaar later, op 8 oktober 1989, werd Pragt in Helmond kampioen op de marathon. Het was zijn tweede marathon ooit, nadat hij enkele jaren eerder in Apeldoorn op deze afstand had gedebuteerd. Twee jaar na zijn Nederlandse titel werd Pragt in 1991, inmiddels woonachtig in Leiden, de eerste winnaar van de marathon van Leiden.
Op 31 december 1999 beëindigde Pragt ten slotte zijn atletiekloopbaan. Hij was toen inmiddels vanaf januari 1997 actief als hardlooptrainer bij atletiekvereniging GAC te Hilversum. Dat zou hij blijven tot mei 2001. Sinds april 2007 begeleidde Pragt een aantal jaren hardlopers in Bussum in het kader van het project RunMedical.
Pragt is sinds 26 juni 1991 gehuwd met voormalig Nederlands marathonkampioene Joke Kleijweg.

### Egyptoloog
Pragt studeerde egyptologie aan de Rijksuniversiteit Leiden. In het kader van zijn studie werkte hij in het Museum of Fine Arts in Boston. Ook heeft hij in het kader van het Giza Mastaba Project epigrafisch werk verricht aan mastabagraven op het plateau van Gizeh.
Van 1990 tot 2001 was Pragt werkzaam in het Rijksmuseum van Oudheden te Leiden, eerst als educatief medewerker, later als producer. In deze periode verzon Pragt in samenwerking met het NOS Jeugdjournaal een 1 aprilgrap. Op 1 april 1993 werd namelijk gemeld dat men in het Rijksmuseum van Oudheden het hart van een mummie aan het kloppen had gekregen. Onder grote belangstelling werd toen de kist, waar de mummie in zou zitten, geopend. Er zat een papiertje in waaruit bleek dat het om een 1 aprilgrap ging.
Pragt geeft cursussen en lezingen en begeleidt reizen en korte excursies op het vlak van het Oude Egypte.

### Romans

#### De verborgen tombe
Pragt schreef enkele romans die zich afspelen in Egypte. In november 2008 verscheen in eigen beheer zijn debuutroman De verborgen tombe. Hierin beschrijft Pragt een op feiten gebaseerd verhaal, of in feite meerdere met elkaar verweven verhalen: er is een hedendaagse verwikkeling, die veel weg heeft van een detectiveverhaal, en tevens een achterliggend verhaal, dat zich afspeelt in het oude Egypte.

#### Kunstroof in Egypte
Zijn tweede roman, Kunstroof in Egypte, is een thriller. Het boek speelt zich af in de periode van de Facebookrevolutie in Egypte. Die begon op 25 januari 2011 en eindigde achttien dagen later met het vertrek van de president. Gebeurtenissen volgen elkaar in deze dagen snel op en niet altijd is duidelijk wat zich precies afspeelt. In dit boek krijgt het hoofd van dfe Oudheidkundige Dienst Mahmoed el-Hadidi. die ook figureerde in Pragts eerste roman, de opdracht een aantal topstukken uit het Egyptisch museum veilig te stellen. Enkele dagen later wordt er ingebroken in het museum. Er zijn vernielingen aangericht in het gebouw, maar volgens de minister wordt er niets vermist.
In deze chaotische periode komen vier Europese onderzoekers na drie jaar gevangenschap weer op vrije voeten. Op de moeizame weg naar huis ontdekken ze dat er veel meer bijzondere objecten uit het museum zijn verdwenen dan minister El-Hadidi aan het Egyptische volk en de toegestroomde internationale pers wil doen geloven. De vrienden gaan op zoek naar de waarheid achter de kunstroof, maar betalen hiervoor een hoge prijs. De eerste drie hoofdstukken van deze roman grijpen terug op de \De Verborgen Tombe en werpen ook meer licht op de moderne verwikkeling, de bovenste laag met het onderzoek van Kevin Savernake, Marc Spencer, Isabelle Montet en de Nederlandse journalist die na hun vermissing naar Egypte afreist en op onderzoek gaat.

## Publicaties (selectie)
- H. Pragt: Hiërogliefen. Het schrift ontcijferd. Leiden, 2001. ISBN 9061101808
- H. Pragt en C. Couvée: De sterren boven Egypte. Hilversum, 2006. ISBN 9081047418
- Huub Pragt: De Verborgen Tombe. Hilversum, 2008. ISBN 9789081047425
- Huub Pragt: Kunstroof in Egypte. Hilversum, 2011. ISBN 9789081047401
- Hans Schoens & Huub Pragt: Opper-Nubië. Van Naga tot Aboe Oda. Purmerend, 2015. ISBN 978-90-810474-4-9

## Kampioenschappen

### Internationale kampioenschappen
| Onderdeel | Titel              | Jaar |
| --------- | ------------------ | ---- |
| 5000 m    | Egyptisch kampioen | 1989 |

### Nederlandse kampioenschappen
| Onderdeel | Jaar |
| --------- | ---- |
| marathon  | 1989 |

## Persoonlijke records
Baan
| Onderdeel | Prestatie | Datum            | Plaats  |
| --------- | --------- | ---------------- | ------- |
| 800 m     | 1.56,7    |                  |         |
| 1500 m    | 3.51,16   | 11 juni 1989     | Hengelo |
| 3000 m    | 8.04,79   | 1 juli 1986      | Rhede   |
| 5000 m    | 13.57,82  | 27 juni 1986     | Hengelo |
| 10.000 m  | 29.42,53  | 5 september 1986 | Brussel |

Weg
| Onderdeel      | Prestatie | Datum          | Plaats    |
| -------------- | --------- | -------------- | --------- |
| 15 km          | 45.23     |                | Nijmegen  |
| 10 Eng. mijl   | 48.36     |                | Zaandam   |
| halve marathon | 1:04.14   | 6 oktober 1991 | Breda     |
| marathon       | 2:19.47   | 21 april 1991  | Rotterdam |

## Palmares

### 5000 m
- 1986: 8e NK - 14.15,45
- 1989:  Egyptisch kamp. - 14.35
- 1993: 7e NK – 14.42,28

### 10.000 m
- 1990: 8e NK – 30.01,51

### 10 km
- 1991: 7e Parelloop - 29.48
- 1992:  Parelloop - 29.33
- 1993: 8e Parelloop - 30.09
- 1993:  marathon van Leiden - 30.35
- 1999:  Maarssen Run - 32.08

### 15 km
- 1991: 17e Zevenheuvelenloop - 46.43
- 1992: 17e Zevenheuvelenloop - 46.04
- 1994: 34e Zevenheuvelenloop - 47.51
- 1997: 52e Zevenheuvelenloop - 48.10

### 10 Eng mijl.
- 1991: 20e Dam tot Damloop - 48.41
- 1992: 16e Dam tot Damloop - 48.59

### halve marathon
- 1986: 20e City-Pier-City Loop - 1:05.57
- 1987: 12e City-Pier-City Loop - 1:05.18
- 1990: 14e halve marathon van Egmond - 1:06.21
- 1990: 4e Bredase Singelloop - 1:04.50
- 1991: 25e City-Pier-City Loop - 1:05.17
- 1991: 11e Bredase Singelloop - 1:04.14

### marathon
- 1989:  NK in Helmond - 2:23.27
- 1990: 19e marathon van Rotterdam - 2:24.58
- 1991: 6e NK in Rotterdam - 2:19.47 (23e overall)
- 1991:  marathon van Leiden - 2:20.43
- 1991: 40e marathon van Carpi - 2:23.39
- 1992: 8e NK in Rotterdam – 2:22.56 (>= 26e overall)

### overige afstanden
- 1989:  NK, Zevenbergen (25 km) – 1:17.51
- 1991:  Zilveren Molenloop (20 km) - 1:02.42
- 1991:  Groet uit Schoorl Run (30 km) - 1:39.25
- 1992:  Groet uit Schoorl Run (30 km) - 1:42.03
- 1992:  Asselronde (27,5 km) - 1:29.39
- 1992: 25e 20 van Alphen - 1:02.30
- 1993:  Leidse Singelloop (7 km)

### veldlopen
- 1983: 37e NK in Eibergen
- 1984: 26e NK in Bergen op Zoom - 39.24
- 1985: 20e NK in Landgraaf - 40.08
- 1985: 8e Warandeloop - 29.23
- 1986: 10e NK in Amsterdam - 37.43
- 1987: 10e NK in Zeeland - 40.26
- 1987: 10e Warandeloop - 29.15
- 1988: 26e NK in Landgraaf - 40.40
- 1989: 6e NK in Landgraaf - 39.38
- 1990: 11e NK in Deurne - 40.11
- 1991: 12e NK in Deurne - 41.07
- 1992: 15e NK in Utrecht - 39.54
- 1998: 26e NK in Asten - 39.29
- 1999: 33e NK in Heerde - 42.59

- International Standard Name Identifier: 0000 0003 6874 2441
- Nationale Bibliotheek van Israël: 987009706226405171
- Nederlandse Thesaurus van Auteursnamen: 189576022
- Virtual International Authority File: 287011926